# Костел Святої Єлизавети (Хуст)
Хустська Реформатська церква — пам'ятка архітектури доби готики в місті Хуст, Закарпатська область, пам'ятка архітектури національного значення (№ 211).

## Опис споруди
Колишній Єлизаветинський костел XIII століття. Кам'яний, потинькований, однонавний. Нава перекрита хрещатими склепіннями. Мури храму в інтер'єрі прикрашені пілястрами. Костел вибудований в стилі готика, оборонного типу. Зі сходу — гранчата абсида, зміцнена контрфорсами. На західному фасаді — вежа, яка слугувала дзвіницею. Дахи колишньої церкви Святої Єлизавети були перебудовані у 18 столітті. Споруда зберегла готичні вікна. Територія обнесена кам'яними мурами з двома брамами.

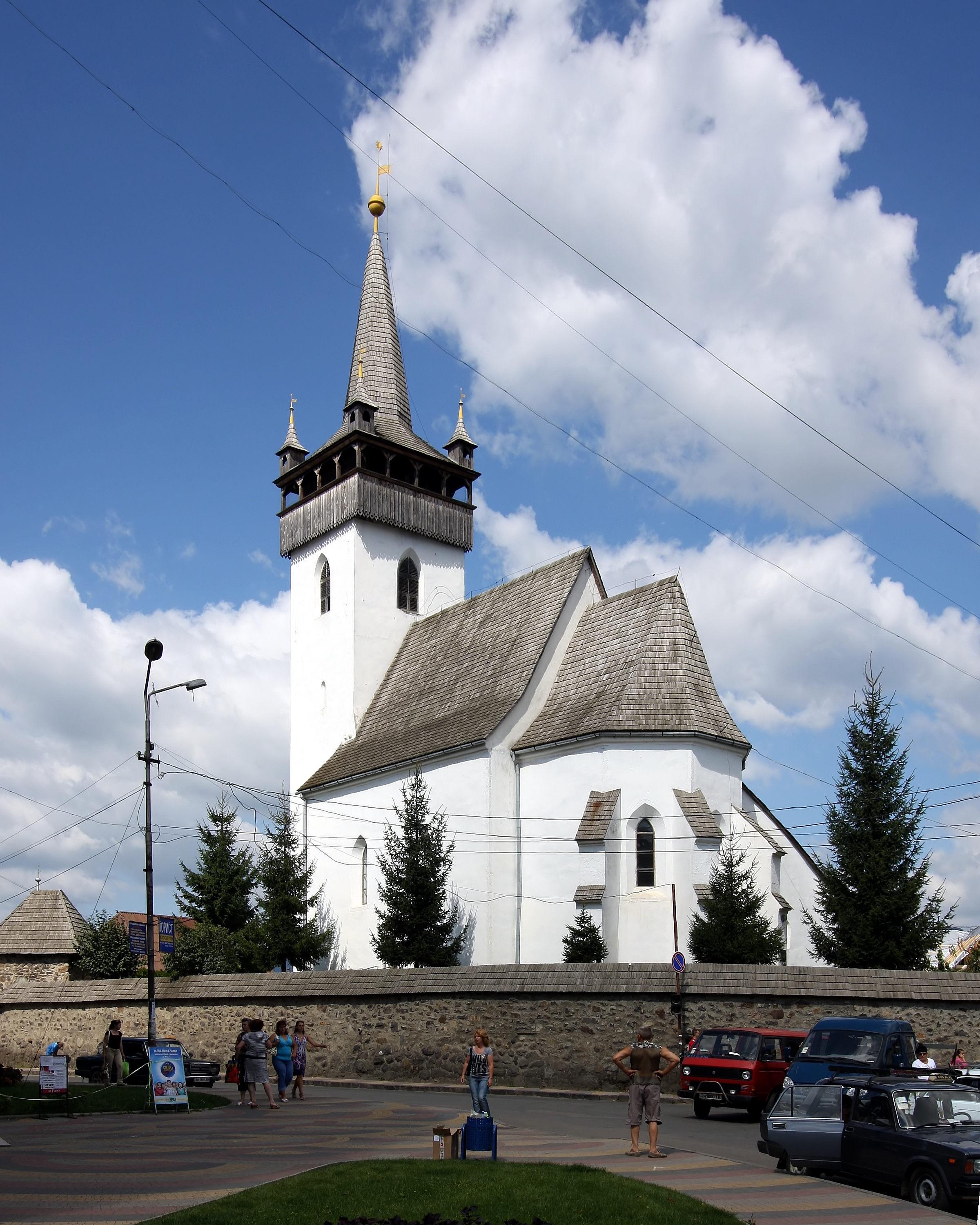
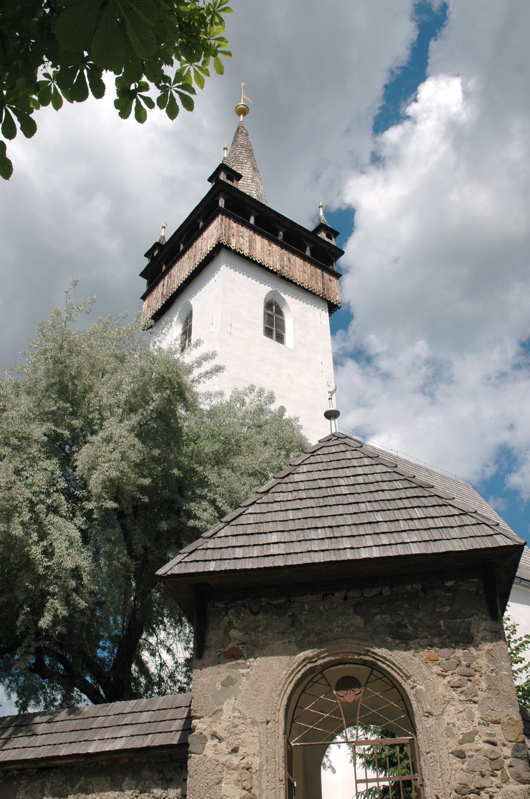